# 라자르 아르시치
라자르 아르시치 (Lazar Arsić, 세르비아어: Лазар Арсић, 1991년 9월 24일 ~ )는 세르비아 국적의 축구 선수로, 포지션은 미드필더다. 현재 세르비아 수페르리가 FK 보주도바츠에서 활약하고 있다.
2020년 2월 9일 대한민국 2부 리그 K리그2의 서울 이랜드 FC로 이적했다.
2021년 1월 27일 서울 이랜드 FC와 상호 합의하에 계약 해지하고 세르비아의 보주도바츠로 이적했다.